# Lipa-Miklas
Lipa-Miklas – wieś sołecka w Polsce położona w województwie mazowieckim, w powiecie lipskim, w gminie Lipsko. Leży przy drodze wojewódzkiej nr 747.
Prywatna wieś szlachecka Lipa-Miklasz, położona była w drugiej połowie XVI wieku w powiecie radomskim województwa sandomierskiego. W latach 1975–1998 miejscowość administracyjnie należała do województwa radomskiego.
Wierni Kościoła Kościoła rzymskokatolickiego należą do parafii św. Apostołów Piotra i Pawła w Krępie Kościelnej lub do parafii Świętej Trójcy w Lipsku.